# Amsterdam (Indijski ocean)
Amsterdam (ponekad se naziva i Novi Amsterdam, fra. île Nouvelle Amsterdam) je mali francuski otok u južnom dijelu Indijskog oceana. Zajedno s otokom Saint-Paul koji je udaljen 85 km južno čini zajednički distrikt otoka Saint-Paul i Amsterdam (fra. Îles Saint-Paul et Amsterdam), jedan od četiri okruga Francuskih južnih i antarktičkih teritorija (druga tri su: otočje Crozet, otočje Kerguelen i Zemlja Adélie).

## Povijest
Povijest otoka Saint-Paul i Amsterdam je povezana. Prva osoba koja spominje ovaj otok je baskijski član Magellanove posade Sébastien de El Cano u svom dnevniku, 18. ožujka 1522. Otok su pomorci u 17. stoljeću često viđali, a ime mu je dao nizozemski guverner Van Diemen 1633. godine po svom brodu: "Nieuw Amsterdam". Prva osoba koja se iskrcala na otok bio je drugi nizozemski pomorac Willen de Wlaming s broda "Novara" koji je tražio izgubljeni brod 1696.
U 19. stoljeću, otok je kao i otok Saint-Paul postao baza za lovce na tuljane i ribolovce. Dva otoka je ponovno otkrio Poljak Adam Mieroslawski, kapetan francuskog broda Cygne de Granville 1842. Otoci su službeno postali dio Francuske 1. srpnja 1843. godine, s upravom na Réunionu.

## Zemljopis
Otok Amsterdam je vulkanskog porijekla, ukupne površine od 58 km².
Otok je dugačak 10 km (po osi sjever-jug) i širok 7 km (po osi istok-zapad). Najviši dijelovi su na zapadnoj obali, a najviša točka otoka je Mont de la Dives koja je na visini od 881 m. Obale su prilično kamenite i teško pristupačne, osim na sjeveru gdje se nalazi baza.
Otok je stvoren vulkanom prije milijun godina, danas više ne postoji nikakva vulkanska aktivnost na otoku.
Otoci Seint-Paul i Amsterdam su najudaljeniji otoci na svijetu od neke kontinentalne mase i ljudske aktivnosti. Zajedno s otočjem Kerguelen, čine jedine zemljane antipode (suprotne točke) SAD-a.
Klima na otoku je umjereno oceanska, bez snijega i mraza, ali s konstantnim zapadnim vjetrom. Prosječna temperatura je 16 °C. Najviša temperatura izmjerena u zadnjih 50 godina je 26°, a najniža 1,7°.

## Flora i fauna
Otok ima bogatu, većinom travnatu vegetaciju. Ovo je jedini otok TAAF-a na kojem se može naći vrsta drveta Phylica arborea, većinom na istoku otoka. U vrijeme kad je otkriven u 17. stoljeću, otok je bio prekriven šumama, koje su većinom nestale u 18. stoljeću, zbog prevelike sječe drveta i požara.
Na otoku možemo naći tipičnu subantarktičku faunu Indijskog oceana. Prilično je važna populacija ušatih tuljana vrste Arctocephalus tropicalis koji se često mogu naći na obali, gdje se razmnožavaju. Također na otoku postoje značajne populacije morskih ptica, od kojih je najznačajnija endemska vrsta albatrosa Diomedea amsterdamensis.
Danas na otoku živi i krdo od 600 divljih krava, koji su posljedica pokušaja iz 19. stoljeća reunionca Heurtina da ih uzgaja na otoku. Ove životinje su ozbiljno narušile prirodnu ravnotežu otoka i odgovorne su za nestanak mnogih biljnih vrsta s otoka. Danas se njihovo kretanje regulira u posebnim zonama zaštićenim bodljikavom žicom.
Druga vrsta kojoj prirodno mjesto nije na ovom otoku su štakori koje su tu donijeli ribarski brodovi u 18. i 19. stoljeću. Na otok su dovedene mačke kojima se pokušava smanjiti njihov broj.

## Vanjske poveznice
|  | Zajednički poslužitelj ima još gradiva o temi Amsterdam (Indijski ocean) |

- Prezentacija otoka  Arhivirana inačica izvorne stranice od 3. ožujka 2016. (Wayback Machine)
- Informacije o otoku
- Fotografije otoka

|  | Portal Francuske – Pristup člancima s tematikom o Francuskoj. |